# Bruno Kernen (ur. 1961)
Bruno Kernen (ur. 25 marca 1961 w Schönried) – szwajcarski narciarz alpejczyk.

## Kariera
Największy sukces w karierze Kernen odniósł 21 stycznia 1983 roku, kiedy podczas zawodów Pucharu Świata Kitzbühel zwyciężył w biegu zjazdowym. W zawodach tych wyprzedził bezpośrednio Kanadyjczyka Steve'a Podborskiego oraz swego rodaka, Ursa Räbera. Poza tym rezultatem jeszcze jeden raz zajął miejsce na podium zawodów tego cyklu: 2 marca 1985 roku w Furano zajął trzecie miejsce. Wyprzedzili go jedynie Kanadyjczyk Todd Brooker oraz Sepp Wildgruber z RFN. W klasyfikacji generalnej Pucharu Świata najwyżej sklasyfikowany został w sezonie 1982/1983, kiedy to zajął 22. miejsce. Był też dziewiąty w klasyfikacji kombinacji w sezonie 1983/1984, dziesiąty w tej samej konkurencji w sezonie 1982/1983 oraz jedenasty w klasyfikacji zjazdu w sezonie 1984/1985.
W 1979 roku wywalczył brązowy medal w zjeździe podczas mistrzostw Europy juniorów w Achenkirch. Nigdy nie wystąpił na mistrzostwach świata ani igrzyskach olimpijskich. W 1986 roku zakończył karierę.
Po zakończeniu kariery sportowej zajął się prowadzeniem rodzinnego hotelu w Schönried. Jego kuzyn, również Bruno Kernen, także uprawiał narciarstwo alpejskie.

## Osiągnięcia

### Puchar Świata

#### Miejsca w klasyfikacji generalnej
- sezon 1982/1983: 22.
- sezon 1983/1984: 28.
- sezon 1984/1985: 23.
- sezon 1985/1986: 48.

#### Miejsca na podium
1. Kitzbühel – 21 stycznia 1983 (zjazd) – 1. miejsce
2. Furano – 2 marca 1985 (zjazd) – 3. miejsce